# 鬼の目にも涙
| ウィキペディアには「鬼の目にも涙」という見出しの百科事典記事はありません（タイトルに「鬼の目にも涙」を含むページの一覧/「鬼の目にも涙」で始まるページの一覧）。 代わりにウィクショナリーのページ「鬼の目にも涙」が役に立つかもしれません。 |